# Conus figulinus
Conus figulinus é uma espécie de gastrópode do gênero Conus, pertencente à família Conidae.

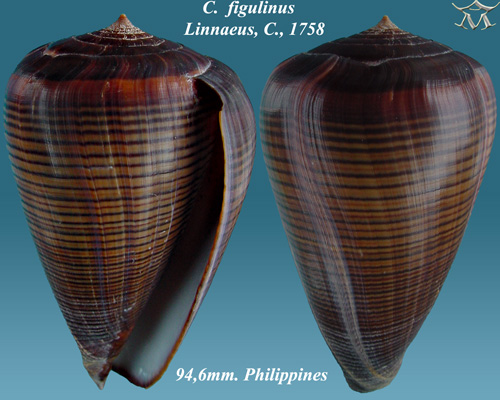
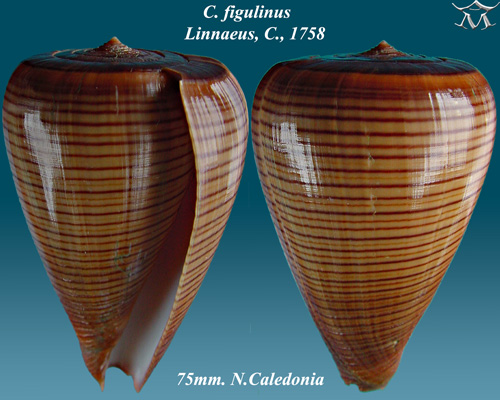
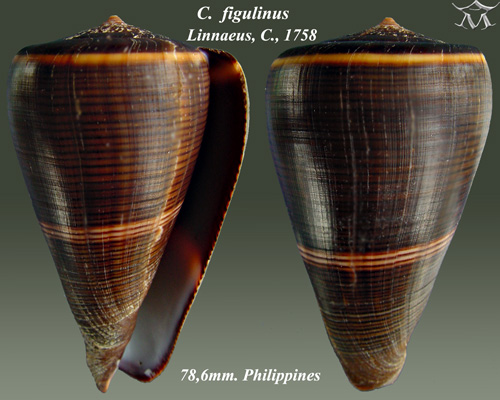
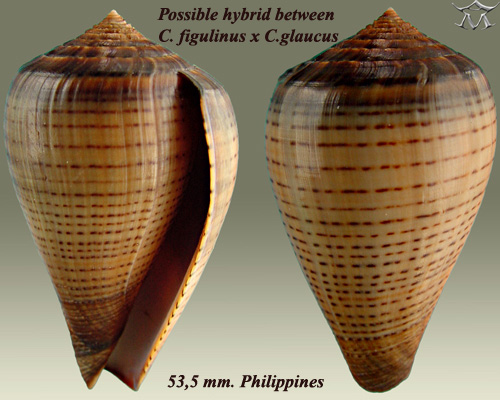